# Liocrobyla tephrosiae
Liocrobyla tephrosiae är en fjärilsart som beskrevs av Lajos Vári 1961. Liocrobyla tephrosiae ingår i släktet Liocrobyla och familjen styltmalar. Inga underarter finns listade i Catalogue of Life.